# Lagorchestes hirsutus
Il wallaby lepre rossiccio (Lahestes hirsutus Gould, 1844), noto anche come mala, è un piccolo Macropodide diffuso in Australia. In passato era largamente diffuso in tutta la metà occidentale del continentale, ma ora è confinato solamente sulle isole Bernier e Dorre, al largo dell'Australia Occidentale. È attualmente considerato una specie vulnerabile.
Il wallaby lepre rossiccio, il membro più piccolo del suo genere, è ricoperto da una pelliccia grigio-rossiccia. È un erbivoro solitario e notturno che si nutre di erba, foglie e semi. Sono in corso progetti per reintrodurlo in alcune aree del continente, come il deserto Tanami, nel Territorio del Nord.
Venne descritto per la prima da John Gould (1844) nel suo The Mammals of Australia.
Quattro distinte sottopopolazioni di questo animale sono state descritte come sottospecie, soprattutto a scopo di conservazione. In base ad uno studio del 1994 si ritiene che la popolazione totale sia di 4300-6700 esemplari, con una certa fluttuazione dovuta al mutamento delle condizioni ambientali.
- Lagorchestes hirsutus hirsutus è una varietà estinta che era ristretta all'Australia sud-occidentale. È la forma che venne usata da John Gould nel 1844 per effettuare la prima descrizione della specie, sulla base di un esemplare catturato nei pressi di York, in Australia Occidentale[2].

Due possibili sottospecie sono diffuse su alcune isolette nei pressi della costa dell'Australia Occidentale.
- Lagorchestes hirsutus bernieri vive solo sull'isola di Bernier. Potrebbe trattarsi di una vera sottospecie se unito a:
- Lagorchestes hirsutus dorreae, dell'isola di Dorre.

La quarta varietà è una sottospecie priva di nome che è stata allevata in cattività a scopi di conservazione.
- Lagorchestes hirsutus ssp. è stata scoperta per la prima volta nel deserto Tanami e un tempo era diffusa in tutto l'arido centro dell'Australia. Gli unici membri esistenti di questo gruppo sono stati trasferiti in alcune zone dell'Australia Occidentale per costituire colonie in cattività. Ora si trovano nella Riserva della Conservazione di Dryandra, nella baia degli Squali e sull'isola di Trimouille. Queste colonie sono costituite in tutto da più di 100 esemplari[2].